# Гагарино (стоянка)
52°44′53″ пн. ш. 38°57′09″ сх. д. / 52.747992° пн. ш. 38.95253° сх. д.Гагаріно — стоянка часу верхнього палеоліту у селі Гагаріно (Задонський район, Липецька область, Росія) на лівому березі Дону.
Відкрита в 1926 і розкопувалася (1927 і 1929) С. Н. Зам'ятніним, а в 1961-69 Л. М. Тарасовим. Виявлено кості мамута, песця, крем'яні знаряддя, кістяні шила, наконечники дротиків, голки, підвіски із просвердлених зубів тварин, 9 реалістичних фігурок оголених жінок з бивня мамонта й одна унікальна подвійна фігурка. У Гагаріно уперше на території Східної Європи відкриті залишки палеолітичного житла — напівземлянки (поглиблена на 0,4-0,5 м; овальна в плані; 5,5 і 4,5 м у поперечнику). Стіни й покрівля були влаштовані з жердин, прикритих, імовірно, гілками й шкірами, а в підставі укріплені кам'яними плитами й великими костями.
Просліджується відмінність стоянки від стоянок Костенко-авдіївської культури. Про це свідчать знахідки статуеток у Східній Європі з каменю й кості й предмети з орнаментом, що знайдені тільки на 33 стоянках з відомих 700 пізньопалеолітичних стоянок, а серії таких предметів зустрічаються ще рідше. Проте, стоянка Гагаріно є подібною до Хотильове на Десні. Батьківщиною носіїв Гагаріно прийнято називати культуру Павлов'єн Моравії, що поширилася на схід через Польщу в долини Десни, Дону і Оки.